# Chen Shou
Chen Shou (chino tradicional: 陳壽; chino simplidicado: 陈寿) fue un escritor chino que vivió durante el periodo de los Tres Reinos y la dinastía Jin Occidental. Nació en Nanchong, provincia de Sichuan (antiguo reino de Shu) en el 233 y murió en el 297 a la edad de 64 años. Es conocido por su obra Registros de los Tres Reinos (三國志 ), en la cual se inspiró Luo Guanzhong para escribir su obra Romance de los Tres Reinos. Era conocido como Chengzuo, que era su nombre de cortesía.  Existen dos biografías de Chen Shou, una se encuentra en el Jin Shu, (Libro de Jin), escrito principalmente por Fang Xuanling. La segunda está en las Crónicas de Huayang, escrita por Chang Qu.
Se cree, basándose en el Jin Shu, que murió a causa de una enfermedad durante el reinado del Emperador Hui de Jin.

## Registros de los Tres Reinos
En Registros de los Tres Reinos, también llamado Sanguozhi, Chen Shou hace una descripción muy buena de los personajes principales (Liu Bei, Cao Cao, Zhuge Liang, Guan Yu, etc.), lo que es muy importante. Ya en su tiempo, fue muy alabado. Dividió el libro en tres partes, una por cada reino: Shu Shu (Libro de Shu), Wu Shu (Libro de Wu) y Wei Shu (Libro de Wei). Otro historiador, Xiahou Zhan, que estaba escribiendo otro libro sobre la historia del Reino de Wei, también titulado Wei Shu, lo rompió tras leer el de Chen Shou. Aun así, también tuvo controversias y fue criticado por su obra porque algunos de su época lo acusaban de escribir comentarios negativos en su obra sobre Zhuge Liang y su hijo Zhuge Zhan, ya que se llevaba mal con ellos porque Zhuge Liang mandó ejecutar a su padre.